# Компер
Компер (фр. Compeyre) насеље је и општина у јужној Француској у региону Миди Пирене, у департману Аверон која припада префектури Мијо.
По подацима из 2011. године у општини је живело 519 становника, а густина насељености је износила 50,1 становника/km². Општина се простире на површини од 10,36 km². Налази се на средњој надморској висини од 460 метара (максималној 860 m, а минималној 367 m).

## Демографија
| 1962. | 1968. | 1975. | 1982. | 1990. | 1999. | 2011. |
| ----- | ----- | ----- | ----- | ----- | ----- | ----- |
| 325   | 334   | 310   | 348   | 419   | 492   | 519   |

График промене броја становника у току последњих година